# Vignes-la-Côte
Vignes-la-Côte é uma comuna francesa na região administrativa da Champanha-Ardenas, no departamento de Haute-Marne. Estende-se por uma área de 3,1 km². Em 2010 a comuna tinha 69 habitantes (densidade: 22,3 hab./km²).